# Marduk-bel-zeri
Pour les articles homonymes, voir Marduk (homonymie).
Marduk-bel-zeri est un roi de Babylone dont le règne se situe aux alentours de 800 av. J.-C. On ne sait quasiment rien de ce personnage, qui a régné durant une période très troublée durant laquelle le pouvoir babylonien était très effacé et faisait face à diverses forces centrifuges ainsi qu'aux tentatives de domination des rois assyriens.